# Metavononoides bellus
Metavononoides bellus is een hooiwagen uit de familie Cosmetidae.